# Karduansmakare
Karduansmakare var en garvare av en finare sorts skinn. Ordet "karduan" kommer via franskan från ett speciellt sätt att bearbeta läder som utvecklades under den arabiska tiden i staden Córdoba i södra Spanien. I Spanien kallades det cordobán och på franska blev det cardouan. En karduansmakare var en hantverkare som bearbetade läder på detta sätt.
Karduanskonsten använde raffinerat och mjukt getläder som bearbetades med speciella vegetabiliska substanser. Dessa gjorde färgerna stabilare och lädret drevs med silver och guld. Detta material användes i ridsadlar, möbler, fina skor och andra eleganta föremål.
Karduansmakare var ett av fyra garvarehantverk som ingick i det gamla skråväsendet i Sverige.
Karduansmakargatan i centrala Stockholm är uppkallad efter detta yrke; även i Fjällbo i Göteborg och i Östhammar finns en gata med det namnet.